# Josep Lluís Sert

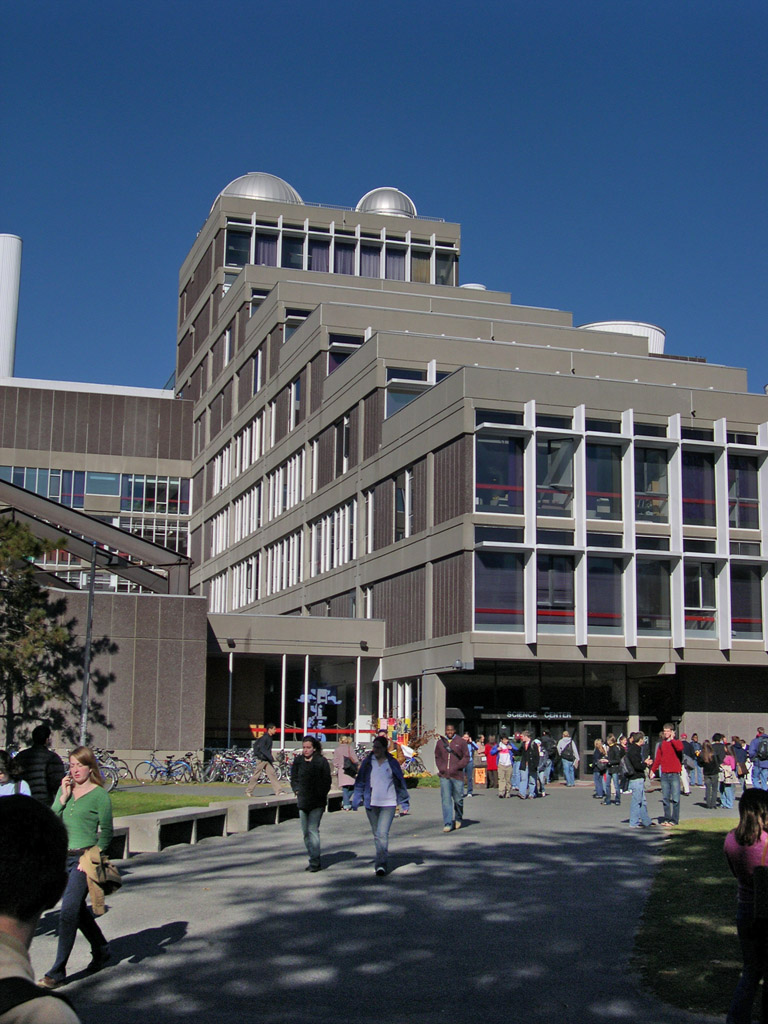
Science Center w Harvard College

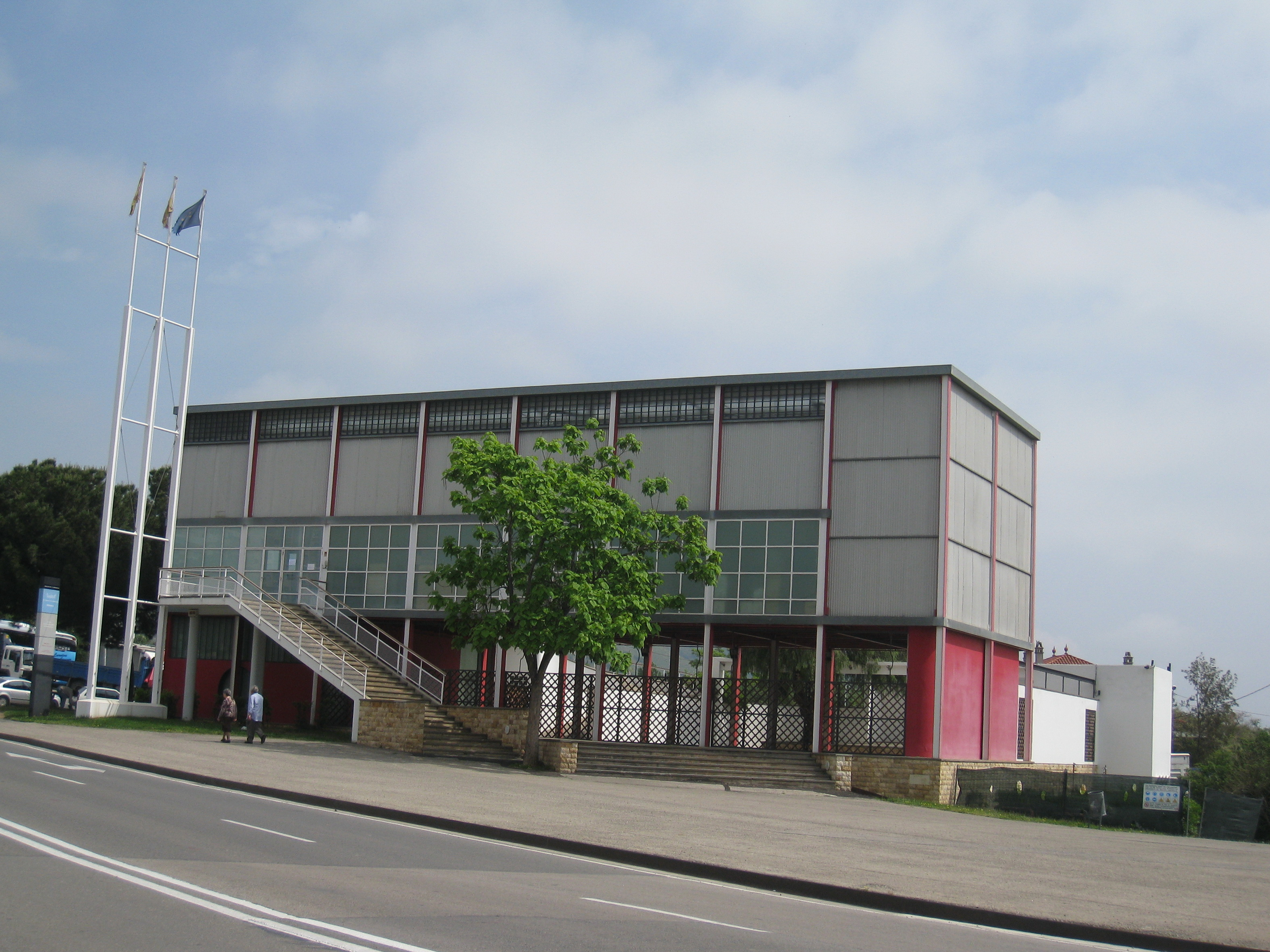
Replika (1992) pawilonu Hiszpanii z wystawy w Paryżu (1937), będąca częścią Uniwersytet Barcelońskiego

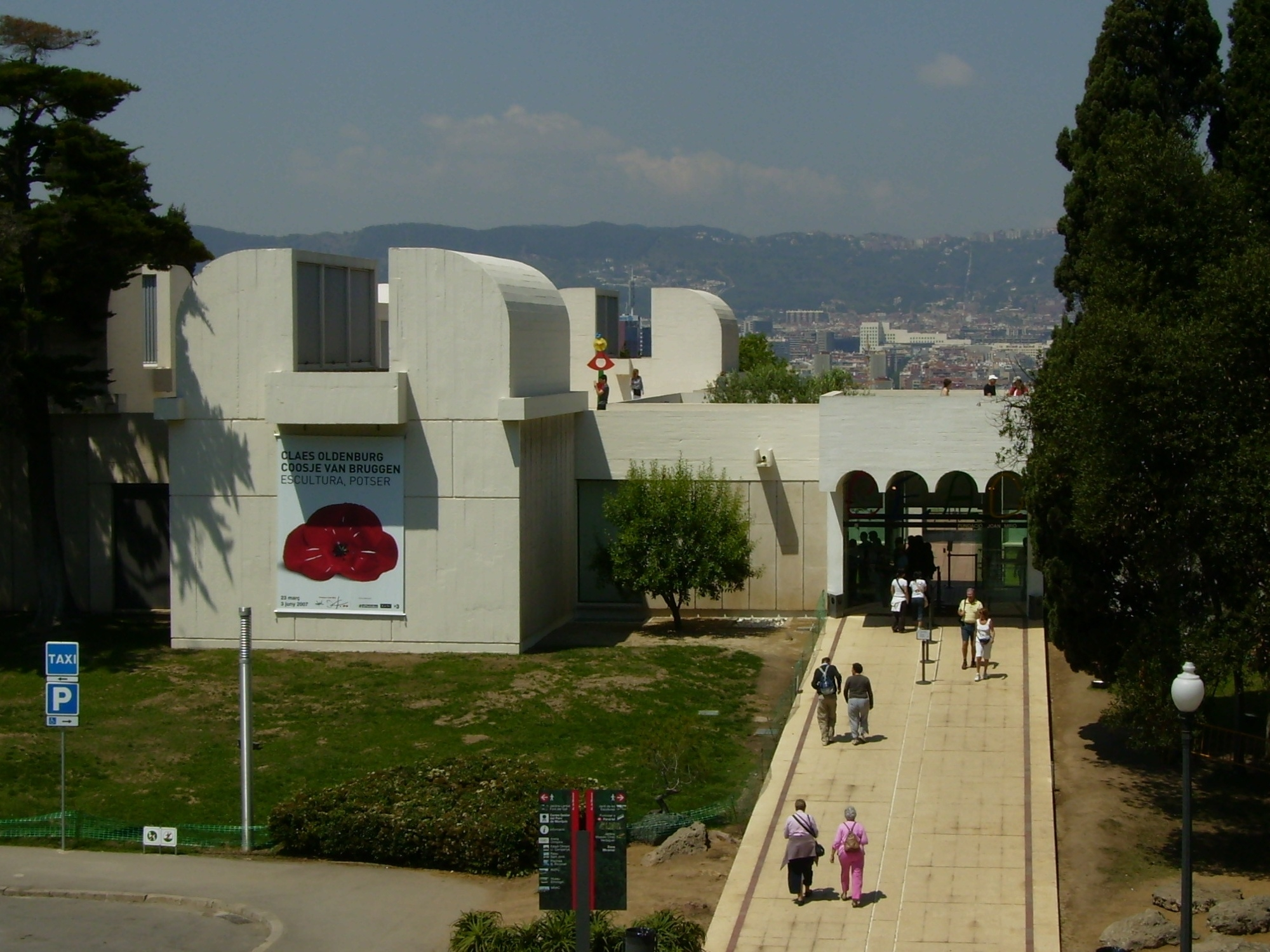
Fundación Joan Miró

Josep Lluís Sert López (ur. 1902 w Barcelonie, zm. 1983 tamże) – kataloński architekt.

## Życiorys
Od młodzieńczych lat interesował się twórczością Antonio Gaudíego, jak również sztuką swojego wuja Josepa Marii Serta. Studiował w Wyższej Szkole Architektury w Barcelonie (la Escuela Superior de Arquitectura de Barcelona) i w 1929 otworzył tu swoją własną pracownię. W tym samym roku przeniósł się do Paryża w odpowiedzi na zaproszenie Le Corbusiera. W 1930 wrócił do Barcelony, gdzie do 1937 kontynuował praktykę. W latach trzydziestych był współzałożycielem grupy GATEPAC (Grupo de Artistas y Técnicos Españoles para el Progreso de la Arquitectura Contemporánea), która w późniejszym czasie przekształciła się w GATCPAC (Grupo de Artistas y Técnicos Españoles para el Progreso de l'Arquitectura Contemporánea). Był to jeden z oddziałów Międzynarodowego Kongresu Architektury Współczesnej – Congrès international d’architecture moderne (CIAM).
Jakiś czas później Sert objął stanowisko przewodniczącego tej organizacji. W tym okresie stworzył wiele wyróżniających się elementów współczesnej architektury hiszpańskiej, jak główna apteka w Barcelonie (1935) i plan Barcelony (1933–1935). Między 1937 a 1939 mieszkał w Paryżu, gdzie zaprojektował pawilon Republiki Hiszpańskiej. Został on zbudowany obok pawilonu nazistowskich Niemiec. W tym samym czasie w Hiszpanii miała miejsce wojna domowa, a naziści zdążyli właśnie zbombardować Guernicę. O artystyczną zawartość budynku zadbali Picasso, Miró, oraz Calder.

## Kariera w Stanach Zjednoczonych
W 1939 emigrował do Nowego Jorku, gdzie współpracował z Town Planning Associates, wykonując liczne plany miejskie dla miast Ameryki Południowej. W 1952 Sert objął profesurę na Uniwersytecie Yale. Rok później został dziekanem w Harvard Graduate School of Design (1953-1969). Tam też rozpoczął pierwszy na świecie kierunek studiów w projektowaniu urbanistycznym, w którego w ramach obowiązywały przedmioty: architektura, planowanie, projektowanie ogrodów i urbanistyka.
W 1955 otworzył swoją pracownię architektoniczną w Cambridge, której w 1958 współwłaścicielami stali się również Huson Jackson i Ronald Gourley. W tej pracowni stworzono wiele znanych projektów, jak Fondation Maeght (1959–1964) w południowej Francji, Fundación Miró (muzeum) w Barcelonie (1975), kilka budynków wchodzących w skład Uniwersytetu Harvarda, w tym Holyoke Center (1958–1965) i Centre for the Study of World Religions, oraz kompleks budynków Uniwersytetu Bostońskiego w tym Bibliotekę Główną (1958–1965). Dla uniwersytetów Sert zaprojektował wiele budynków, które stanowią jego najważniejsze i najbardziej reprezentatywne dzieła, odzwierciedlające śródziemnomorski styl zachowany przez Serta w projektach podczas całej jego kariery. 

## Główne dzieła
- 1930–1931: Apartment Building at 342, Muntaner street, Barcelona, Hiszpania
- 1933–1934: Joyería J. Roca (currently Tous) at 18, Paseo de Gracia, Barcelona, Hiszpania
- 1934: Ciutat de Repòs i de Vacances, Barcelona, Hiszpania
- 1933–1935: Dispensario Antituberculoso, Barcelona, Hiszpania
- 1932–1936: Casa Bloc, Barcelona, Hiszpania
- 1937: Pawilon Republiki, Barcelona, Hiszpania
- 1937: Pawilon Hiszpanii, Paryż
- Fundación Joan Miró
- 1955–1969: Ambasada Stanów Zjednoczonych, Bagdad, Irak
- 1957: Dom Serta w Cambridge, 64 Francis Avenue (Massachusetts), Stany Zjednoczone